# Dirhiza papillata
Dirhiza papillata är en tvåvingeart som först beskrevs av Ephraim Porter Felt 1914.  Dirhiza papillata ingår i släktet Dirhiza och familjen gallmyggor.
Artens utbredningsområde är New Hampshire. Inga underarter finns listade i Catalogue of Life.